# Терехов, Владимир Павлович (писатель)
Владимир Павлович Терехов (укр. Володимир Павлович Терехов; 5 сентября 1937, Катерлез, Крымская АССР — 30 августа 2016, Симферополь) — русский писатель, Председатель РОО «Союз писателей Республики Крым», председатель «Союза русских, украинских и белорусских писателей Крыма», инициатор создания и почетный председатель «Русской общины Крыма». Народный депутат Украины 1-го созыва. Заслуженный деятель искусств Автономной Республики Крым.

## Биография

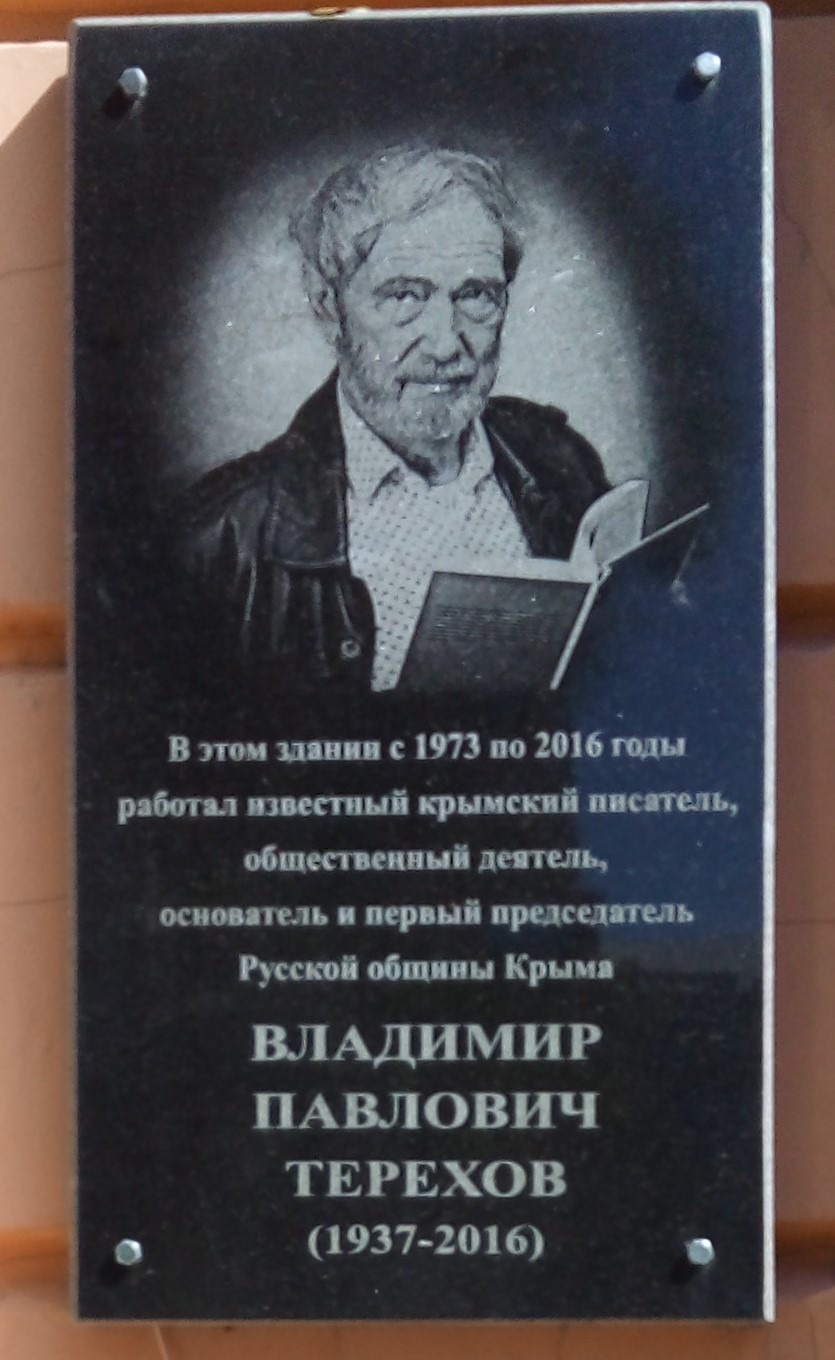
Симферополь, ул. Горького 7, памятная доска В. П. Терехову

Родился в семье учителей. В 1954—1959 годах — студент Крымского сельскохозяйственного института, агроном.
В 1959—1961 годах — агроном Крымской Садстанции пгт. Гвардейское Крымской области. В 1961—1962 годах — агроном совхоза «Виноградный» села Кольчугино Крымской области. С 1962 года — почвовед Крымской землеустроительной экспедиции Института «Укрземпроект» Крымской области. Член КПСС с 1969 по 1991 год.
В 1970 году окончил Московский литературный институт имени Горького. В 1970—1973 годах — редактор, заведующий редакцией краеведческой литературы издательства «Таврия» Крымской области. В 1974 году стал членом Союза писателей СССР. С 1973 года — директор симферопольского клуба писателей, ответственный секретарь Крымской организации Союза писателей Украины. С 1984 года — на творческой работе. Секретарь партбюро Крымской областной писательской организации; ответственный секретарь, член правления Крымской областной писательской организации
18 марта 1990 года избран народным депутатом Украины I созыва, 2-й тур, 76,12 % голосов, 8 претендентов. Член комиссии ВР Украины в вопросам экологии и рационального природопользования. 
В 1993 году Владимир Терехов выступил с инициативой создания общественной организации «Русская община Крыма». Решение о создании Русской общины Крыма было принято 23 октября 1993 года, на заседании Расширенного Координационного Совета Республиканской партии Крыма (Партии РДК). Именно по инициативе В.П. Терехова новая общественная организация получила название «Русская община Крыма». До 2003 года Владимир Терехов являлся председателем Русской общины Крыма, с 2003 года - почетным председателем Русской общины Крыма.
В 1998 году Владимир Павлович предложил отмечать День защиты русского языка 6 июня, в день рождения А. С. Пушкина. Начиная с 2007 года в Крыму, по инициативе Русской общины Крыма, 6 июня стал проводиться Международный фестиваль русской, славянской культуры «Великое русское слово».
В.П. Терехов принимал активное участие в работе Союза русских, украинских и белорусских писателей Крыма. Участвовал в работе редколлегии журнала «Брега Тавриды», добивался поддержки данного журнала властями Крыма. С 2005 года — председатель «Союза русских, украинских и белорусских писателей АР Крым». После 2014 года добился перерегистрации «Союза русских, украинских и белорусских писателей АР Крым» в «Союз писателей Республики Крым». 
Почётный академик Крымской академии наук, академик Экологической академии наук Украины. Автор 15 книг поэзии, прозы и публицистики.
В 2014 году после аннексии Крыма Россией принял российское гражданство.
Умер 30 августа 2016 года в Симферополе.

## Литературное творчество
Автор многочисленных стихов, очерков, поэтических и прозаических книг:
- «Степные колодцы» (Симферополь, 1971)
- «Там, за Демерджи» (Симферополь, 1978)
- «Свет утренней звезды» (Симферополь, 1980)
- «За перевалом перевал» 1991.
- «Спасибо, жизнь…» Т. 1-2 (Симферополь, 2009)
- «Брега полуденной Тавриды» (Симферополь, 2016, 2023 (переизд.).

Владимир Терехов был талантливым поэтом и писателем. Во многих его литературных произведениях звучит тема русского крымского патриотизма. Также в стихах и прозе Владимира Терехова звучит тема любви к природе. Прежде всего, – к природе Крыма. Краевед и турист, пешком исходивший весь Крым, Владимир Павлович до последних дней хранил эту любовь в своем сердце. Он очень любил Крым, очень любил природу Крыма. Он всегда совмещал свою любовь к России и русскому народу с любовью к Крыму и его природе.
Также, в своих стихотворениях и поэмах автор поднимает тему Великой Отечественной войны.
Ряд стихотворений В.П. Терехова сочетают в себе гражданско-патриотическую и философскую, культурно-цивилизационную направленность. В частности, автор пытается ответить на вопрос о причинах расхождения России и Запада, поставленный А.С. Пушкиным и  славянофилами (стихотворения «Мы – корни древние Руси», «Говорят, у русских нет желанья…» и др.).

## Награды и звания
- Орден Дружбы (28 декабря 2008 года, Россия) — за большой вклад в укрепление российско-украинских культурных отношений и активную деятельность по сохранению и развитию русской культуры на Украине[7]
- Почётный знак «За верность долгу» (4 сентября 2012 года, Автономная Республика Крым, Украина) — за значительный личный вклад в социально-экономическое и культурное развитие Автономной Республики Крым, многолетний добросовестный труд и высокий профессионализм[8]
- медали
- Заслуженный деятель искусств Автономной Республики Крым